# Olympische Sommerspiele 2016/Teilnehmer (Uruguay)
| Gelbes Symbol für Goldmedaillen mit stilisierten Olympischen Ringen | Graues Symbol für Silbermedaillen mit stilisierten Olympischen Ringen | Braundes Symbol für Bronzemedaillen mit stilisierten Olympischen Ringen |
| ------------------------------------------------------------------- | --------------------------------------------------------------------- | ----------------------------------------------------------------------- |
| —                                                                   | —                                                                     | —                                                                       |

Uruguay nahm an den Olympischen Spielen 2016 in Rio de Janeiro teil. Es war die insgesamt 21. Teilnahme an Olympischen Sommerspielen. Das Comité Olímpico Uruguayo nominierte 17 Athleten in acht Sportarten.
Fahnenträgerin bei der Eröffnungsfeier war die Seglerin Dolores Moreira.

## Teilnehmer nach Sportarten

### Gewichtheben
| Athleten   | Wettbewerb       | Reißen  | Reißen | Stoßen  | Stoßen | Zweikampf | Zweikampf | Rang |
| Athleten   | Wettbewerb       | Gewicht | Rang   | Gewicht | Rang   | Gewicht   | Rang      | Rang |
| ---------- | ---------------- | ------- | ------ | ------- | ------ | --------- | --------- | ---- |
| Frauen     |                  |         |        |         |        |           |           |      |
| Sofía Rito | Klasse bis 53 kg | 64 kg   | 13     | 82 kg   | 12     | 146 kg    | 12        | 12   |

### Judo
| Athleten         | Wettbewerb | 1. Runde      | 1. Runde    | 2. Runde      | 2. Runde      | Viertelfinale | Viertelfinale | Halbfinale / Trostrunde | Halbfinale / Trostrunde | Finale / Platz 3 | Finale / Platz 3 | Rang |
| Athleten         | Wettbewerb | Gegner        | Ergebnis    | Gegner        | Ergebnis      | Gegner        | Ergebnis      | Gegner                  | Ergebnis                | Gegner           | Ergebnis         | Rang |
| ---------------- | ---------- | ------------- | ----------- | ------------- | ------------- | ------------- | ------------- | ----------------------- | ----------------------- | ---------------- | ---------------- | ---- |
| Männer           |            |               |             |               |               |               |               |                         |                         |                  |                  |      |
| Pablo Aprahamian | bis 100 kg | R. Buzacarini | 000s2:100s0 | ausgeschieden | ausgeschieden | ausgeschieden | ausgeschieden | ausgeschieden           | ausgeschieden           | ausgeschieden    | ausgeschieden    | 17   |

### Leichtathletik
Laufen und Gehen 
| Athleten          | Wettbewerb   | Runde 1     | Runde 1 | Halbfinale    | Halbfinale    | Finale        | Finale        | Rang |
| Athleten          | Wettbewerb   | Zeit        | Rang    | Zeit          | Rang          | Zeit          | Rang          | Rang |
| ----------------- | ------------ | ----------- | ------- | ------------- | ------------- | ------------- | ------------- | ---- |
| Frauen            |              |             |         |               |               |               |               |      |
| Déborah Rodríguez | 800 m        | 2:01,86 min | 41      | ausgeschieden | ausgeschieden | ausgeschieden | ausgeschieden | 41   |
| Männer            |              |             |         |               |               |               |               |      |
| Martín Cuestas    | Marathon     | –           | –       | –             | –             | 2:28:10 h     | 110           | 110  |
| Nicolás Cuestas   | Marathon     | –           | –       | –             | –             | 2:17:44 h     | 40            | 40   |
| Andrés Zamora     | Marathon     | –           | –       | –             | –             | 2:18:36 h     | 50            | 50   |
| Andrés Silva      | 400 m Hürden | 49,21 s     | 17      | 49,75 s       | 20            | ausgeschieden | ausgeschieden | 20   |

 Springen und Werfen 
| Athleten      | Wettbewerb | Qualifikation | Qualifikation | Finale     | Finale | Rang |
| Athleten      | Wettbewerb | Weite/Höhe    | Rang          | Weite/Höhe | Rang   | Rang |
| ------------- | ---------- | ------------- | ------------- | ---------- | ------ | ---- |
| Männer        |            |               |               |            |        |      |
| Emiliano Lasa | Weitsprung | 8,14 m        | 3             | 8,10 m     | 8      | 8    |

### Reiten
| Springen                                    |            |                  |               |               |              |              |      |
| Athleten                                    | Wettbewerb | Strafpunkte      | Strafpunkte   | Strafpunkte   | Strafpunkte  | Strafpunkte  | Rang |
| Athleten                                    | Wettbewerb | 1. Qualifikation | Nationenpreis | Nationenpreis | Einzelfinale | Einzelfinale | Rang |
| Athleten                                    | Wettbewerb | 1. Qualifikation | 1. Umlauf     | 2. Umlauf     | 1. Umlauf    | 2. Umlauf    | Rang |
| Nestor Nielsen mit Prince Royal Z de la Luz | Einzel     | (1)              | (9)           | (13)          | –            | –            | 42   |

### Rudern
| Athleten          | Wettbewerb | Vorlauf     | Vorlauf | Vorlauf       | Hoffnungslauf | Hoffnungslauf | Hoffnungslauf | Viertelfinale | Viertelfinale | Viertelfinale | Halbfinale  | Halbfinale | Halbfinale    | Finale      | Finale | Rang |
| Athleten          | Wettbewerb | Zeit        | Platz   | Qualifikation | Zeit          | Platz         | Qualifikation | Zeit          | Platz         | Qualifikation | Zeit        | Platz      | Qualifikation | Zeit        | Platz  | Rang |
| ----------------- | ---------- | ----------- | ------- | ------------- | ------------- | ------------- | ------------- | ------------- | ------------- | ------------- | ----------- | ---------- | ------------- | ----------- | ------ | ---- |
| Männer            |            |             |         |               |               |               |               |               |               |               |             |            |               |             |        |      |
| Jhonatan Esquivel | Einer      | 7:16,08 min | 3       | Viertelfinale | –             | –             | –             | 7:40,27 min   | 5             | Halbfinale C  | 7:22,98 min | 1          | C-Finale      | 7:13,65 min | 6      | 18   |

### Schwimmen
| Athleten         | Wettbewerb   | Vorlauf     | Vorlauf | Halbfinale    | Halbfinale    | Finale        | Finale        | Rang |
| Athleten         | Wettbewerb   | Zeit        | Rang    | Zeit          | Rang          | Zeit          | Rang          | Rang |
| ---------------- | ------------ | ----------- | ------- | ------------- | ------------- | ------------- | ------------- | ---- |
| Frauen           |              |             |         |               |               |               |               |      |
| Inés Remersaro   | 100 m Rücken | 57,85 s     | 34      | ausgeschieden | ausgeschieden | ausgeschieden | ausgeschieden | 34   |
| Männer           |              |             |         |               |               |               |               |      |
| Martín Melconian | 100 m Brust  | 1:02,67 min | 39      | ausgeschieden | ausgeschieden | ausgeschieden | ausgeschieden | 39   |

### Segeln
Fleet Race
| Athleten                     | Wettbewerb   | Qualifikation | Qualifikation | Medal Race    | Medal Race    | Punkte | Rang |
| Athleten                     | Wettbewerb   | Punkte        | Rang          | Punkte        | Rang          | Punkte | Rang |
| ---------------------------- | ------------ | ------------- | ------------- | ------------- | ------------- | ------ | ---- |
| Frauen                       |              |               |               |               |               |        |      |
| Dolores Moreira              | Laser Radial | 185           | 25            | ausgeschieden | ausgeschieden | 185    | 25   |
| Männer                       |              |               |               |               |               |        |      |
| Alejandro Foglia             | Finn Dinghy  | 122           | 19            | ausgeschieden | ausgeschieden | 122    | 19   |
| Mixed                        |              |               |               |               |               |        |      |
| Mariana Foglia Pablo Defazio | Nacra 17     | 142           | 17            | ausgeschieden | ausgeschieden | 142    | 17   |

### Tennis
| Athleten     | Wettbewerb | 1. Runde               | 1. Runde       | 2. Runde        | 2. Runde      | Achtelfinale  | Achtelfinale  | Viertelfinale | Viertelfinale | Halbfinale    | Halbfinale    | Finale        | Finale        |
| Athleten     | Wettbewerb | Gegner                 | Ergebnis       | Gegner          | Ergebnis      | Gegner        | Ergebnis      | Gegner        | Ergebnis      | Gegner        | Ergebnis      | Gegner        | Ergebnis      |
| ------------ | ---------- | ---------------------- | -------------- | --------------- | ------------- | ------------- | ------------- | ------------- | ------------- | ------------- | ------------- | ------------- | ------------- |
| Männer       |            |                        |                |                 |               |               |               |               |               |               |               |               |               |
| Pablo Cuevas | Einzel     | Nikolos Bassilaschwili | 6:3, 6:78, 6:3 | Thomaz Bellucci | 2:6, 6:4, 3:6 | ausgeschieden | ausgeschieden | ausgeschieden | ausgeschieden | ausgeschieden | ausgeschieden | ausgeschieden | ausgeschieden |